# Іванівка (Бериславський район)
Іва́нівка — село в Україні, у Високопільській селищній громаді Бериславського району Херсонської області. Розташоване на лівому березі річки Інгулець, за 12 км на захід від центру громади і за 9 км від найближчої залізничної станції Блакитне. Населення становить 831 осіб (2001 рік).
Село було тимчасово окуповане російськими військами на початку березня 2022 року внаслідок Російського вторгнення в Україну. Визволене від окупації 2 липня 2022 року.

## Географія
На південно-західній околиці села річка Донська впадає у річку Інгулець.

## Історія

### Коротка довідка
Кінець XVIII століття ознаменувався початком активного заселення південних степів України. Попит на сільськогосподарську продукцію приваблював на південь все нових людей, які селилися на вільних землях і заводили господарства. Прагнучи освоїти пониззя Дніпра, царський уряд Російської імперії роздавав тутешні землі поміщикам, чиновникам і офіцерам. Отримавши землю, поміщики переселяли сюди своїх кріпаків. Як результат з'являлося чимало поміщицьких сіл. З метою прискорення заселення, запрошувалися іноземні колоністи.
Село Іванівка засноване у 1780 році біля балки Донська кобилка (інші найменування: Крута, Досова). Назване по імені власника земель Івана Кочубея — спадкоємця генерального писаря і генерального судді Війська Запорозького Василя Кочубея. У документах періоду до 1917 року село іменується як Іванівка (Кочубея). До 1914 року село входило до складу Заградівської волості Херсонського повіту Херсонської губернії.
7 (20) листопада 1917 року, відповідно до Третього Універсалу Української Центральної Ради, увійшло до складу Української Народної Республіки.
Місцевість, де заснували Іванівку, за старих часів називалася Диким полем (лат. Loca deserta). Сотні років тутешні місця використовувалися кочівниками. Поблизу Іванівки розташоване курганне поховання кочівника XI—XIII століть.
У XVI—XVIII століттях ці землі належали Запоріжжю (або офіційно — «Вольності Війська Запорозького Низового»). На схід звідси знаходилася Запорозька Січ. До 1775 року територія належала до Інгульської паланки Війська Запорозького. Край почали освоювати запорозькі козаки. Недалеко від Іванівки розташоване засноване козаками село Шестірня.
Під час прибуття перших поселенців, землі, на яких належало будувати село, представляли собою целинний степ. До 20-х років XIX століття в Іванівці облаштувалися переселенці з родинних маєтків Кочубеїв у Київській та Полтавській губерніях. Усекновенська православна церква (Усекновения главы Предтечевы) с. Іванівка була побудована і освячена у 1807 році.

### Факти з історії села
- Станом на 1859 рік, у селі проживало 473 людини (234 — чоловічої статі, 239 — жіночої) і налічувалося 87 дворів. Найближча до Іванівки дорога — Кременчуцький тракт, що з'єднував міста Берислав і Кременчук, проходила через Заградівку[5].
- З колонізацією краю змінювався його рослинний і тваринний світ. У 1866 році в Заградівському степу останній раз бачили табун диких коней (чисельністю шість голів)[10].
- За даними поземельного перепису 1877 року, у селі мешкало 326 осіб, налічувалось 56 дворів, церква православна[3].
- У 1894 році в селі жили 553 людини (276 чоловічої і 277 жіночої статі) і налічувалося 84 дворів. За чисельністю жителів Іванівка була третім селом Заградівської волості, після Заградівки і села Блакитне. Тут діяла православна церква, церковно-парафіяльна школа з 28 учнями (24 хлопчики і 4 дівчинки), одна торговельна лавка[6].
- За даними Всеросійського сільськогосподарського перепису 1916 року, село Іванівка (Кочубея) відносилося до Архангельської волості Херсонського повіту Херсонської губернії і налічувало 132 господарства. Населення становило 755 осіб — 315 чоловічої статі та 440 жіночої[7].
- У 1926—1939 роках Іванівка входила до складу національного Високопільського району з переважно німецьким населенням[11]. Іванівській сільраді були підпорядковані українське село Миколаївка і село з німецьким населенням Суворовка (до 1915 року мало назву Айгенфельд).
- На рубежі 1932 і 1933 років у Високопільському районі почався голод. Найбільше голодуючих налічувалося в українських селах Заградівці, Іванівці, Миколаївці, Ворошилівці і Наталине, де голодувало 780 осіб[12].
- У 1938 році місцевий колгосп став учасником Всесоюзної сільськогосподарської виставки[1]. У той же час, село залишалося неелектрифікованим.

### Німецько-радянська війна
17 серпня 1941 року Іванівка була окупована німецькими військами. Звільнена 29 лютого 1944 року.
У період 1941—1945 років на фронтах війни боролися 217 жителів Іванівки, 53 вояків загинули. На згадку про загиблих односельців у селі споруджено меморіальний комплекс.

### Період окупації
Окупувавши Україну, керівництво нацистської Німеччини приступило до здійснення плану німецької колонізації краю. Передбачалося утворення на захоплених українських землях німецької провінції — марки Готенгау, яка мала б включати територію Херсонської області та Крим. Особливе значення в планах нацистів відводилося місцевостям з німецьким населенням, у тому числі і Високопіллю, де в роки радянської влади існував німецький національний район. Фольксдойче належало забезпечити колонізацію кадрами. 15 листопада 1941 року була створена нова адміністративна одиниця — Великоолександрівська округа (нім. Kreisgebiet Bolschaja Alexandrowka) в складі трьох скасованих районів: Великоолександрівського, Березнегуватського і Ново-Воронцовського з центром в селі Велика Олександрівка. 1 квітня 1942 року в окрузі утворено німецький район Кронау (нім. Rayon Kronau). 1 травня 1942 року колишній районний центр — село Велика Олександрівка перейменоване в Олександрштадт, а район, відповідно, став називатися Олександрштадтською округою (нім. Kreisgebiet Alexanderstadt).
У процесі цих перетворень село Іванівка було піддане етнічній чистці. Першими з жителів села були депортовані євреї. У 1942 році німецька окупаційна адміністрація виселила з Іванівки українців і росіян. На їх місце переселили етнічних німців. Село було перейменоване в німецьке поселення Дойчендорф (нім. Deutschendorf). Результати цих подій відображені в звіті спеціального загону (нім. Sonderkommando) СС доктора Карла Штумппа, підготовленому для Імперського міністерства окупованих східних територій. Станом на 1942 рік у Дойчендорфі проживало 537 німців і 8 осіб зі змішаних німецько-українських сімей (3 жінки і 5 дітей).
За часів окупації один житель села був розстріляний.

### Післявоєнний період

#### Довідка про Суворовку
Рішенням виконкому Херсонської обласної ради депутатів трудящих № 716 від 31 липня 1958 року було затверджено злиття Іванівки з довколишнім селом Суворовка в одне село Іванівка. Історія Суворовки пов'язана із німецькою колонізацією краю.
У 1870 році німецькі колоністи — переселенці з Таврійської губернії, лютеранського віросповідання, заснували поруч з Іванівкою колонію Айгенфельд № 1 (нім. Eigenfeld). У цей період в навколишній місцевості утворилися й інші колонії, об'єднані в дві волості: Кронауську (Високопілля) і Орлофську (село Орлове). Іноземні поселення і після скасування колоніального управління у 1871 році аж до 30-х років XX століття як у побуті, так і в офіційних документах часто називалися колоніями, хоча офіційно були селами..
У 1894 році в селі мешкали 386 осіб (208 чоловічої і 178 жіночої статі), діяли 69 селянських господарств. Була сільська школа, у якій навчалися 57 учнів, у тому числі 28 хлопчиків і 29 дівчаток.
Село Айгенфельд в період до 1919 року належало до Кронауської волості Херсонського повіту і розвивалося незалежно від Іванівки. Через антинімецькі настрої, викликані Першою світовою війною, його перейменували у 1915 році на село Суворовка. Станом на 1916 рік, у 71 господарствах Суворовки проживали 415 осіб, у тому числі 182 чоловіків і 233 жінок.
З 1926 року село Суворовка входило до складу Іванівської сільради. Разом з тим, до моменту об'єднання його виробничо-господарська діяльність велася окремо від Іванівки.

#### Початок 1970-х років
На початку 1970-х років населення Іванівки становило близько 894 осіб. Місцевому колгоспу імені Мічуріна належали 6000 га сільськогосподарських угідь, у тому числі 5000 га орних земель. Багатогалузеве господарство спеціалізувалося на вирощуванні зернових і технічних культур. Розвивалися також садівництво, виноградарство, шовківництво, бджільництво, птахівництво і тваринництво м'ясо-молочного напрямку.
У селі діяла восьмирічна школа, у якій працювали 20 вчителів і навчалися 212 дітей, будинок культури з залом на 300 місць, бібліотека, фельдшерсько-акушерський пункт.

## Незалежна Україна
12 червня 2020 року, відповідно до Розпорядження Кабінету Міністрів України від № 726-р «Про визначення адміністративних центрів та затвердження територій територіальних громад Херсонської області», увійшло до складу Високопільської селищної громади.
19 липня 2020 року, в результаті адміністративно-територіальної реформи та ліквідації  Високопільського району, увійшло до складу Бериславського району.

### Російсько-українська війна
На початку березня 2022 року російські війська увійшли у село.
2 липня 2022 року ЗСУ повідомили, що Іванівка звільнена від російської окупації.

## Населення
Згідно з переписом УРСР 1989 року чисельність наявного населення села становила 800 осіб, з яких 382 чоловіки та 418 жінок.
За переписом населення України 2001 року в селі мешкала 831 особа.

### Мовний склад
Рідна мова населення за даними перепису 2001 року:
| Мова       | Чисельність, осіб | Доля     |
| ---------- | ----------------- | -------- |
| Українська | 809               | 97,35 %  |
| Російська  | 22                | 2,65 %   |
| Разом      | 831               | 100,00 % |

## Пам'ятні місця
Меморіальний комплекс на честь загиблих у роки Великої Вітчизняної війни воїнів-односельчан.
На території Іванівської сільради розташовані кілька курганних могильників, що охороняються державою. На південному заході від села знаходиться археологічний пам'ятник курган «Могила Брильова».